# Forças Armadas Chadianas na Intervenção no Mali
Forças Armadas Chadianas na Intervenção no Mali (em francês:  Forces Armées Tchadiennes d'Intervention au Mali, FATIM) é um contingente militar das Forças Armadas do Chade implantado no Mali como consequência da guerra civil no país.
Em 18 de janeiro de 2013, o Chade anunciou a intenção de implantar 2.000 soldados: um regimento de infantaria com 1.200 soldados e dois batalhões com 800 soldados, no Mali, como parte da campanha internacional contra os insurgentes islâmicos. As forças chadianas não faziam parte da Missão Internacional Africana de Apoio ao Mali (MISMA), mas integraram-se a uma estrutura de comando francesa existente. No mesmo dia, foi confirmada a chegada do exército chadiano em Niamey.
Seu comandante em chefe foi o general Oumar Bikimo, com sede em Bamaco, onde assegura a coordenação com a MISMA. Foi composto pela unidade antiterrorista comandada pelo general Abdérahmane Youssouf Meïry, com a força da Direção-Geral dos Serviços de Segurança das Instituições do Estado (DGSSIE) liderada pelo general Mahamat Déby Itno, filho do presidente Idriss Déby, e a guarda presidencial.
As forças chadianas entraram no Mali através do Níger, garantindo a antiga cidade islâmica de Ménaka em 28 de janeiro. De acordo com uma declaração do Ministério da Defesa da França, as forças chadianas deixaram sua base em Ménaka e se dirigiram para o norte do país em apoio às forças armadas malianas na área.
Em 31 de janeiro, cerca de 1.800 soldados chadianos entraram na cidade de Kidal sem resistência, quando as forças francesas capturaram os arredores da cidade alguns dias antes da captura formal. O exército chadiano contribuiu para a segurança da cidade, atualmente detida pelo MNLA.
Em fevereiro, o exército chadiano, apoiado por combatentes franceses, envolveu-se numa batalha nas montanhas de Adrar dos Ifogas. A missão foi considerada um sucesso com 93 islâmicos mortos ou capturados, mas deixando 26 soldados chadianos mortos e outros 52 feridos gravemente, os mortos incluíram vários comandantes chadianos de alto escalão no Mali, incluindo o comandante das forças especiais Abdel Aziz Hassane Adam.
Em 22 de fevereiro, durante uma operação militar conjunta nas montanhas de Adrar dos Ifogas, as forças chadianas relataram o assassinato do líder da Al-Qaeda no Magrebe Islâmico, Abdelhamid Abou Zeid, juntamente com 40 de seus seguidores.
Em 9 de março de 2013, esse contingente se junta ao MISMA e obtém uma de suas duas vice-presidências.
Em 12 de abril, um homem-bomba detonou seus cintos explosivos enquanto um grupo de soldados chadianos passava por um mercado movimentado em Kidal, matando quatro soldados e o terrorista na explosão, que também feriu cinco civis.
Em 14 de abril, o presidente do Chade Idriss Déby Itno anunciou a retirada total dos soldados chadianos do Mali, citando que o exército chadiano não detinha habilidades para lutar contra uma guerra de guerrilha, referindo-se ao ataque de 12 de abril em Kidal que matou quatro de seus soldados.
Em 15 de abril, o parlamento chadiano votou esmagadoramente por uma resolução sobre a retirada das forças chadianas no Mali "dentro de um prazo razoável". No mesmo dia, o exército chadiano anunciou que perdeu 36 soldados durante a intervenção de três meses no norte do Mali, além de outros 74 feridos. No total, a presença de soldados chadianos no Mali custou ao país 57 bilhões de francos CFA (87 milhões de euros). Durante a intervenção, pelo menos 2.250 soldados foram implantados com 250 veículos e uma grande quantidade de suprimentos.